# Valeria syriaca
Valeria syriaca är en fjärilsart som beskrevs av Ludwig Osthelder 1933. Valeria syriaca ingår i släktet Valeria och familjen nattflyn. Inga underarter finns listade i Catalogue of Life.